# Carlo Sforza (1458-1483)
Carlo Sforza, conte di Magenta (1458 – 9 maggio 1483), è stato un nobiluomo italiano, figlio illegittimo del duca di Milano Galeazzo Maria Sforza e della contessa Lucrezia Landriani.

## Biografia
Carlo Sforza fu uno dei figli naturali che il duca di Milano Galeazzo Maria Sforza ebbe dalla sua amante Lucrezia Landriani. Fu creato conte di Magenta e signore di Casteggio, e si sposò nel 1478 con Bianca Simonetta (1462-9 ottobre 1487), figlia di Angelo e nipote di Cicco, poi moglie di Alfonso I del Carretto, dalla quale ebbe due figlie: 
- Angela (1479 - c. 1528), sposò Ercole d'Este, 2º Signore di San Martino in Rio, Campogalliano e Castellarano dal 1507. 1º Conte di Corteolona e Signore del Vicariato di Belgioioso. Governatore di Modena dal 1510 al 1512.
- Ippolita (1481 - 1521), sposò Alessandro Bentivoglio, figlio del signore di Bologna Giovanni II Bentivoglio; ebbero numerosi figli tra i quali Violante Bentivoglio, che divenne moglie del condottiero Giovanni Paolo I Sforza, figlio naturale legittimato di Ludovico il Moro e di Lucrezia Crivelli, e Ginevra Bentivoglio, moglie di Giovanni II del Carretto, marchese sovrano del Finale (figlio del patrigno Alfonso I del Carretto).

## Ascendenza
|                       |     |                        | Genitori               |  |  | Nonni |  |  | Bisnonni          |  |  | Trisnonni          |  |
|                       |     |                        |                        |  |  |       |  |  | Giacomo Attendolo |  |  | Giovanni Attendolo |  |
|                       |     |                        |                        |  |  |       |  |  | Giacomo Attendolo |  |  | Giovanni Attendolo |  |
|                       |     | Elisa Petraccini       |                        |  |  |       |  |  | Giacomo Attendolo |  |  |                    |  |
| Francesco Sforza      |     |                        |                        |  |  |       |  |  | Giacomo Attendolo |  |  |                    |  |
|                       |     | Lucia Terzani          | …                      |  |  |       |  |  |                   |  |  |                    |  |
|                       |     | Lucia Terzani          | …                      |  |  |       |  |  |                   |  |  |                    |  |
|                       |     | Lucia Terzani          | …                      |  |  |       |  |  |                   |  |  |                    |  |
| Galeazzo Maria Sforza |     | Lucia Terzani          |                        |  |  |       |  |  |                   |  |  |                    |  |
|                       |     | Filippo Maria Visconti | Gian Galeazzo Visconti |  |  |       |  |  |                   |  |  |                    |  |
|                       |     | Filippo Maria Visconti | Gian Galeazzo Visconti |  |  |       |  |  |                   |  |  |                    |  |
|                       |     | Filippo Maria Visconti | Caterina Visconti      |  |  |       |  |  |                   |  |  |                    |  |
| Bianca Maria Visconti |     | Filippo Maria Visconti |                        |  |  |       |  |  |                   |  |  |                    |  |
|                       |     | Agnese del Maino       | Ambrogio del Maino     |  |  |       |  |  |                   |  |  |                    |  |
|                       |     | Agnese del Maino       | Ambrogio del Maino     |  |  |       |  |  |                   |  |  |                    |  |
|                       |     | Agnese del Maino       | …                      |  |  |       |  |  |                   |  |  |                    |  |
| Carlo Sforza          |     | Agnese del Maino       |                        |  |  |       |  |  |                   |  |  |                    |  |
|                       | ... | …                      |                        |  |  |       |  |  |                   |  |  |                    |  |
|                       | ... | …                      |                        |  |  |       |  |  |                   |  |  |                    |  |
|                       | ... | …                      |                        |  |  |       |  |  |                   |  |  |                    |  |
| ...                   | ... |                        |                        |  |  |       |  |  |                   |  |  |                    |  |
|                       |     | ...                    | …                      |  |  |       |  |  |                   |  |  |                    |  |
|                       |     | ...                    | …                      |  |  |       |  |  |                   |  |  |                    |  |
|                       |     | ...                    | …                      |  |  |       |  |  |                   |  |  |                    |  |
| Lucrezia Landriani    |     | ...                    |                        |  |  |       |  |  |                   |  |  |                    |  |
|                       |     | ...                    | …                      |  |  |       |  |  |                   |  |  |                    |  |
|                       |     | ...                    | …                      |  |  |       |  |  |                   |  |  |                    |  |
|                       |     | ...                    | …                      |  |  |       |  |  |                   |  |  |                    |  |
| ...                   |     | ...                    |                        |  |  |       |  |  |                   |  |  |                    |  |
|                       |     | ...                    | …                      |  |  |       |  |  |                   |  |  |                    |  |
|                       |     | ...                    | …                      |  |  |       |  |  |                   |  |  |                    |  |
|                       |     | ...                    | …                      |  |  |       |  |  |                   |  |  |                    |  |
|                       |     | ...                    |                        |  |  |       |  |  |                   |  |  |                    |  |